# Вивих
Вивих (лат. luxatio, onis, f.) — різновид травм, що характеризується як порушення конфігурації суглобових поверхонь.
Вивих  — вид травми, за якої суглобовий кінець однієї кістки зміщується за межі суглобової поверхні іншої, котра разом із першою утворює суглобову «пару».
Вивих — травматичне пошкодження суглоба, унаслідок якого поверхні кісток зміщуються та повністю втрачають дотикання, а суглобова сумка розривається. Якщо суглобові поверхні на певній ділянці дотикаються, то говорять про підвивих.
Також термін «вивих» і «підвивих» застосовують до деяких уражень кришталика ока. Коли відбувається повний розрив зонулярних волокон, а кришталик в результаті цього розміщений за межами зіниці — іде мова про вивих кришталика. Як відбувається частковий розрив зонулярних волокон, а кришталик децентралізований, але частково розміщений у межах зіниці, то тоді це трактують як підвивих кришталика.

## Класифікація вивихів

### За часом
- свіжі — до 3-х діб після травми;
- несвіжі — від 3-х діб до 3-х тижнів;
- застарілі — більше 3-х тижнів.

### Особливі види вивихів
- Звичний вивих — це багаторазові вивихи без надмірних фізичних зусиль.
- Невправний вивих — це, як правило, свіжий вивих, який через різні причини не вдається усунути. Причиною може бути інтерпозиція капсули, зв'язок, сухожилків.

## Клінічні прояви
Сильний біль у ділянці вивихнутого суглоба, який посилюється при спробі ворухнути, відсутність руху у ньому. При огляді відзначають деформацію у ділянці суглоба, помітну при порівнянні його зі здоровим суглобом. При пальпації виявляють, що голівка суглоба знаходиться не на місці, а зміщена в сторону. Спроби провести пасивні рухи викликають сильний біль. Діагноз ставлять за допомогою рентгенологічного дослідження.

## Наданняпершої допомогипри вивихах
- При наявності кровотечі із судин — зупинка кровотечі джгутом чи імпровізованими джгутами (закрутка, перетягання ременем тощо), накладання стискальної пов'язки.
- Знеболювальна терапія (введення наркотичних анальгетиків, 50 % розчину анальгіну, при можливості введення 2 % розчину новокаїну, лідокаїну в ділянку суглоба (10-20 мл).
- При відкритому вивиху накладання первинної (асептичної) пов'язки з метою профілактики вторинного мікробного забруднення.
- Транспортна іммобілізація: аутоіммобілізація, підручними засобами, табельними транспортними шинами (драбинчастою шиною Крамера, диктовою, шиною Дітеріхса).
- При необхідності введення серцевих препаратів: кофеїну, кордіаміну.
- При шоці, колапсі — інфузія реополіглюкіну, фізіологічного розчину, 5 % розчину глюкози.

### Задачі транспортної іммобілізації
- Зупинка кровотечі (артеріальної).
- Попередження травматичного шоку.
- Накладання стерильної пов'язки на рану.
- Проведення іммобілізації табельними або підручними засобами.

#### Основні принципи транспортної іммобілізації
- для знерухомлення ушкодженої кінцівки необхідно іммобілізувати два суміжних суглоби, а при вивиху плечової або стегнової кістки три суглоби;
- моделювання шини слід проводити по здоровій кінцівці, або на тому, хто її буде накладати, тобто на медпрацівнику;
- при іммобілізації кінцівки необхідно надати їй фізіологічне положення, а якщо це неможливо, то таке положення, при якому кінцівка менш за все травмується;
- при відкритих вивихах вправлення не виконують, накладають стерильну пов'язку і кінцівку фіксують в тому положенні, в якому вона знаходилась в момент ушкодження;
- іммобілізацію накладають поверх одягу і взуття потерпілого, між шиною і кінцівкою потерпілого кладуть м'яку ватно-марлеву підкладку;
- при відкритих вивихах на рану слід накласти стерильну пов'язку;
- при фіксації шини не можна закрити місце накладання джгута, щоб була можливість коригувати стан джгута;
- іммобілізована кінцівка перед транспортуванням в холодну пору року повинна бути обов'язково утеплена з метою профілактики відмороження;
- під час перекладання потерпілого з нош, ушкоджену кінцівку повинен тримати помічник.

Треба пам'ятати, що невірно виконана іммобілізація може принести шкоду в результаті додаткової травматизації.
При ушкоджені хребта, потерпілого кладуть на тверду поверхню.

## Лікування
Для усунення вивиху проводять його вправлення за окремим способом для кожного суглоба. Після вправлення на 3 тижні накладають фіксувальну гіпсову лонгету, а потім призначають масаж та лікувальну гімнастику.
Хірургічному лікуванню підлягають звичні вивихи (плеча, надколінника), застарілі вивихи, ускладнені вивихи, деякі свіжі вивихи (вивих акроміального і стернального кінця ключиці) та інші.

### Вправлення вивихів
Вивих нижньої щелепи найчастіше буває двостороннім. Рот напіввідкритий, нижня щелепа зміщена вниз та допереду, щоки ущільнені, з рота виділяється слина. При вправленні щелепу фіксують двома руками, при цьому великі пальці, обмотані серветками, опираються на зуби. Голову хворого тримає асистент. Нижню щелепу відтягують вниз, а потім подають назад та вверх. Після вправлення накладають пращеподібну пов'язку, що обмежує відкривання рота, на 1-2 тижні. На декілька днів призначають дієту у рідкому вигляді.
Вивих плеча. Суглобова голівка найчастіше зміщена допереду або донизу — у пахвинну западину. Активні рухи у суглобі відсутні, при пасивних рухах відмічають різку болючість та спротив у ділянці суглоба. Існує багато способів вправлення, але найпоширеніші способи Джанелідзе та Кохера, хоча останній є найтравматичним. Для знеболювання вводять підшкірно промедол та у порожнину суглоба 20-40 мл 1 % розчину новокаїну, також вправляють вивихи під провідниковою анестезією або загальним знеболюванням.
За способом Джанелідзе хворого вкладають у боковому положенні на стіл так, щоби рука вільно звішувалась донизу. Голову при цьому вкладають на столик. Через 10-15 хвилин під впливом тяжіння відбувається розслаблення м'язів плечового пояса. Руку беруть за передпліччя, згинають її у ліктьовому суглобі, відтягують донизу та злегка повертають назовні, а потім всередину. При цьому відбувається вправлення вивиху. Фіксують гіпсовим лонгетом на 3 тижні.
Вивих ліктьового суглоба найчастіше буває заднім. Під загальним знеболюванням вивих вправляють шляхом подвійного тяжіння. Асистент відтягає зігнуте під кутом 120° передпліччя, у той час коли лікар, охопивши плече так, щоби його великі пальці лежали на зміщеному назад ліктьовому відростку та голівці променевої кістки, зміщує їх наперед. Після вправлення вивиху ліктьовий суглоб мобілізують під прямим кутом гіпсовим лонгетом на 3 тижні.
Вивих тазостегнового суглоба. Хворий лежить на спині, нога злегка зігнута у тазостегновому та колінному суглобах, повернута всередину. Активні рухи відсутні, пасивні — дуже болючі. Вправлення можливе тільки у стаціонарі. Транспортування можливе після введення (народне — «сильно діючих») знеболювальних засобів (морфін, промедол). Вправляють вивих зазвичай за способом Джанелідзе, з фіксацією гіпсовим лонгетом на 4-6 тижнів.